# Il giorno dell'Assunta
Il giorno dell'Assunta è un film del 1977 diretto da Nino Russo e interpretato da Tino Schirinzi e Leopoldo Trieste.

## Trama
Due personaggi, un regista e un professore, nel giorno di Ferragosto, si aggirano per le strade di Roma. Passano la giornata ascoltando nastri magnetici, consultando carte topografiche e discutendo. I due desiderano ritornare nei loro paesi d'origine, nel meridione e si dirigono alla Stazione Termini per questo motivo. Arrivati alla stazione però non avranno il coraggio di andar via.

## Produzione
Il film è stato girato a Roma in 19 giorni, nel periodo tra dicembre 1976 e gennaio 1977, nonostante la storia sia ambientata nel pieno del periodo estivo. Il regista del film racconta infatti che, essendo il film ambientato in estate mentre le riprese si sono svolte in inverno, per evitare che fosse troppo evidente il fumo che usciva dalla bocca degli attori a causa delle basse temperature, faceva fumare spesso gli attori in scena o, per compensare lo sbalzo di temperatura, metteva loro in bocca del ghiaccio.
Leopoldo Trieste aveva un cachet che la produzione del film, la cooperativa Celimontana, non poteva permettersi. L'autore del film racconta che fece avere comunque la sceneggiatura all'attore, scrivendoci il proprio numero sopra. Qualche ora dopo la consegna, il regista Nino Russo ricevette una telefonata e ascoltò queste parole: «Sono Leopoldo Trieste. Quando cominciamo a girare?».

## Distribuzione
Il film uscì nelle sale cinematografiche italiane il 13 ottobre 1977, distribuito dalla Italnoleggio Cinematografico.
Alla fine di ottobre 2019, lo stesso regista del film pubblica su YouTube una versione integrale del film.

## Accoglienza

### Incassi
L'incasso complessivo del film ammonta a 8.200.000 ₤.

### Critica
Francesco Bolzoni, in una recensione per la Rivista del cinematografo, scrive: 
Il Morandini assegna al film due stelle e mezzo su cinque, giustificando: 
Paolo Mereghetti nel suo Dizionario dei film assegna al film una stella e mezzo su quattro, commentando: 